# 임헌영 (1888년)
임헌영(林憲永, 1888년 9월 20일 ~ 1962년)은 일제강점기의 경찰 겸 관료로, 본적은 경기도 개성군 송도면이다.

## 생애
일제 강점기에 관료를 역임했던 임헌평의 형이다. 대한제국 시대인 1905년 일본 유학을 떠났으며, 1906년 일본 도쿄 시 간다 구(현재의 일본 도쿄도 지요다구) 소재 세이소쿠 예비학교에 재학한 뒤 귀국했다. 1908년 10월 8일부터 황해도 서흥경찰서에서 통역생으로 근무했고, 1910년 5월 5일 대한제국 정부로부터 훈8등 팔괘장을 받았다. 1910년 7월 1일부터 황해도 서흥경찰서에서 통역생으로 근무했으며, 1912년 6월 13일부터 1914년까지 평안북도 선천경찰서 경부로 재직했다.
1912년 8월 1일 일본 정부로부터 한국 병합 기념장을 받았으며, 경상북도 성주경찰서(1915년 ~ 1918년), 경상북도 영천경찰서(1919년), 전라남도 장흥경찰서(1920년), 전라남도 목포경찰서(1921년 ~ 1922년)에서 경부로 재직했다. 전라북도 옥구군(1923년), 전라북도 순창군(1924년 ~ 1926년), 전라북도 김제군(1927년 ~ 1929년), 전라북도 진안군(1930년 ~ 1931년) 속(屬)으로 근무했으며, 1928년 일본 정부로부터 훈8등 서보장(1928년 1월 20일 수여)과 쇼와 대례 기념장(1928년 11월 16일 수여)을 받았다. 1931년 12월 28일 전라북도 장수군수로 임명되면서 고등관 7등에 서위되었고, 1932년 일본 정부로부터 훈7등 서보장(1932년 3월 14일 수여)과 조선 쇼와 5년 국세 조사 기념장(1932년 10월 1일 수여)을 받았다.
1934년 3월 14일 전라북도 순창군수로 임명되었으며, 1934년 3월 31일 고등관 6등, 1934년 5월 1일 정7위에 각각 서위되었다. 1935년 10월 1일 조선총독부로부터 시정 25주년 기념 은배 1조 및 표창을 받았고, 1936년 12월 28일 고등관 5등, 1937년 2월 1일 종6위에 각각 서위되었다. 1938년 3월 26일 전라북도 부안군수에 임명되었으며, 1939년 12월 28일 고등관 4등, 1940년 2월 15일 정6위에 각각 서위되었다. 전라북도 순창군수와 부안군수 재직 시절 군용물자 공출, 국방사상 보급, 국방헌금 및 애국기헌납자금 모집, 군인 및 유가족 등의 위문에 관한 업무를 수행하여 일본의 침략 전쟁에 적극 협력했다.
1940년 3월 13일 일본 정부로부터 훈5등 서보장을 받았으며, 1941년 11월 19일부터 1943년 9월 8일까지 전라북도 금산군수를 역임했다. 1943년 9월 7일 고등관 3등과 종5위에 서위되었다.
1950년 한국전쟁 당시 국군에 입대한 아들 임근동(林覲東)과 임석연(林石涓)이 실종된 후 행적을 찾아다니다가 1955년 11월 14일 뇌졸중과 심근경색으로 병원에 입원, 마루에 앉아서 두 아들을 그리다 아내 길숙자(吉潚子)도 고혈압과 뇌막염,패혈증으로 쓰러져 병원에 입원했으며 1962년 1월 2일 임헌영은 숨지고 1974년부터 심장판막 , 고지혈 , 뇌전증과 천식과 패혈증이 악화돼 뇌막염 등의 숙환으로 1985년 7월 숨졌다.
민족문제연구소의 친일인명사전 수록자 명단의 경찰 부문과 관료 부문, 친일반민족행위 705인 명단에 포함되었다.

## 같이 보기
- 임헌평

## 참고 자료
- 친일반민족행위진상규명위원회 (2009). 〈임헌영〉. 《친일반민족행위진상규명 보고서 Ⅳ-15》. 서울. 268~275쪽.